# Чарново (Новодворський повіт)
Чарново (пол. Czarnowo) — село в Польщі, у гміні Помехувек Новодворського повіту Мазовецького воєводства.
Населення — 475 осіб (2011).
У 1975-1998 роках село належало до Варшавського воєводства.

## Демографія
Демографічна структура станом на 31 березня 2011 року:
|          | Загалом | Допрацездатний вік | Працездатний вік | Постпрацездатний вік |
| -------- | ------- | ------------------ | ---------------- | -------------------- |
| Чоловіки | 238     | 43                 | 167              | 28                   |
| Жінки    | 237     | 35                 | 157              | 45                   |
| Разом    | 475     | 78                 | 324              | 73                   |